# 젭 부시
존 엘리스 "젭" 부시(영어: John Ellis "Jeb" Bush, 1953년 2월 11일 ~ )는 미국의 정치인 가문이자, 정치인이다. 조지 H. W. 부시 미국 제41대 대통령의 아들이며, 조지 W. 부시 제43대 미국 대통령의 동생이다.

## 생애
1953년 2월 1일, 미국 텍사스주 미들랜드에서 아버지 조지 H. W. 부시와 어머니 바버라 부시 사이의 차남으로 태어났다. ‘젭’이라는 이름은 이니셜에서 따온 애칭으로 이 이름을 널리 쓰고 있다. 텍사스 대학교를 졸업한 후 은행에서 근무했다. 학창 시절 교환학생으로 멕시코로 건너간 적이 있으며, 그곳에서 만난 멕시코인과 결혼했다. 은행 재직 시절 베네수엘라 지점에서 근무한 경력이 있어 스페인어에 능통하다.
1980년 부친의 대통령 선거 운동에 참여했으며, 부친이 대통령 대신 부통령 후보가 된 후에도 선거 운동에 참여했다. 그 후 플로리다주 마이애미로 이주하여 부동산업과 로비스트 활동으로 재산을 모았다. 이와 함께 마이애미데이드군 공화당 간부로 활동했다. 1986년 플로리다 주지사 선거에서 밥 마티네즈 후보 진영에서 활동했다. 그 이듬해 주지사로 당선된 마티네즈에 의해 주 상무장관으로 임명되어 공직에 진출했다. 1988년 대통령 선거에 출마한 부친의 선거 운동을 돕기 위해 상무장관직을 사임했다. 그의 활동으로 아버지 부시는 플로리다 주에서 큰 차이로 승리할 수 있었다.
젭 부시는 1994년 플로리다 주지사 선거에 출마했으나, 민주당 소속 주지사인 로턴 차일스에게 패했다. 1998년 다시 주지사 선거에 출마, 유창한 스페인어 실력을 바탕으로 히스패닉 유권자들의 표심을 잡아 당선되었다. 2002년 재선에서는 민주당의 집중 공격을 받았으나, 오히려 이전보다 더 높은 득표율로 다시 당선, 플로리다 주에서 공화당 소속으로 처음으로 재선에 성공한 주지사가 되었다.
재임 중 그는 2000년 대통령 선거 사건, 테리 샤이보와 관련된 안락사 논쟁으로 미국 전역은 물론이고 국제적으로도 큰 관심을 불러일으켰던 바 있다. 보수주의자로 안락사에 반대하고 사형제를 옹호했으며, 주지사 재직 중 21건의 사형 집행을 승인했다. 주의 사형 집행 방법을 독극물 주사로 바꿨으나, 재직 말기에 독극물 주사가 문제를 일으켜 이에 대한 재검토를 지시하게 되었다.
플로리다 주에서는 주지사의 3선 연임이 금지되어 있었기 때문에 그는 2006년 선거에 출마하지 않았고, 2007년 초 임기가 종료되었다. 그와 함께 그는 여러 차례 대통령 도전 가능성이 언급되었으나, 그의 형의 후임을 뽑는 2008년 대통령 선거에 출마하지 않았다. 그 후 플로리다주 연방 상원의원 멜 마르티네즈가 2010년 선거에 출마하지 않겠다고 발표하면서, 젭 부시는 그 후임을 고려하고 있다고 보도되었으며, 이에 따라 상원의원이 된 후 대통령에 도전할 가능성도 있다고 보도되기도 하였으나, 출마하지 않았다.젭 부시는 2016년 대선의 공화당 당내선거의 후보자였으나 2016년 2월 20일 사우스 캐롤라이나 경선을 끝으로 출마 포기를 선언했다.

## 같이 보기
- 도널드 트럼프
- 힐러리 클린턴

## 역대 선거 결과
| 선거명      | 직책명          | 대수 | 정당   | 득표율 | 득표수      | 결과 | 당락                 |
| ----------- | --------------- | ---- | ------ | ------ | ----------- | ---- | -------------------- |
| 1994년 선거 | 플로리다 주지사 | 42대 | 공화당 | 49.23% | 2,071,068표 | 2위  | 낙선                 |
| 1998년 선거 | 플로리다 주지사 | 43대 | 공화당 | 55.27% | 2,191,105표 | 1위  | 플로리다 주지사 당선 |
| 2002년 선거 | 플로리다 주지사 | 43대 | 공화당 | 56.01% | 2,856,845표 | 1위  | 플로리다 주지사 당선 |